# Чемпіонат Європи з футболу 2008 (кваліфікаційний раунд, група B)
| М  | Команда           | І  | В | Н | П  | МЗ | МП | РМ  | О  |
| -- | ----------------- | -- | - | - | -- | -- | -- | --- | -- |
| 1. | Італія            | 12 | 9 | 2 | 1  | 22 | 9  | +13 | 29 |
| 2. | Франція           | 12 | 8 | 2 | 2  | 25 | 5  | +20 | 26 |
| 3. | Шотландія         | 12 | 8 | 0 | 4  | 21 | 12 | +9  | 24 |
| 4. | Україна           | 12 | 5 | 2 | 5  | 18 | 16 | +2  | 17 |
| 5. | Литва             | 12 | 5 | 1 | 6  | 11 | 13 | −2  | 16 |
| 6. | Грузія            | 12 | 3 | 1 | 8  | 16 | 19 | −3  | 10 |
| 7. | Фарерські острови | 12 | 0 | 0 | 12 | 4  | 43 | −39 | 0  |

|                   | Фарерські острови | Франція | Грузія | Італія | Литва | Шотландія | Україна |
| Фарерські острови | —                 | 0-6     | 0-6    | 1-2    | 0-1   | 0-2       | 0-2     |
| Франція           | 5-0               | —       | 1-0    | 3-1    | 2-0   | 0-1       | 2-0     |
| Грузія            | 3-1               | 0-3     | —      | 1-3    | 0-2   | 2-0       | 1-1     |
| Італія            | 3-1               | 0-0     | 2-0    | —      | 1-1   | 2-0       | 2-0     |
| Литва             | 2-1               | 0-1     | 1-0    | 0-2    | —     | 1-2       | 2-0     |
| Шотландія         | 6-0               | 1-0     | 2-1    | 1-2    | 3-1   | —         | 3-1     |
| Україна           | 5-0               | 2-2     | 3-2    | 1-2    | 1-0   | 2-0       | —       |

### Фарерські острови— Грузія— 0:6
16 серпня 2006. Футбольні збірні Фарерських островів та Грузії першими розпочали боротьбу за путівку на Євро-2008 у відбірній групі В. Підопічні німецького тренера Клауса Топмеллера розгромили господарів з рахунком 6:0. Три голи забив Шота Арвеладзе, по одному Канкава, Іашвілі та Кобіашвілі.

### Україна— Литва— 1:0 (0:0)
28 березня 2007. Одеса. Стадіон «Чорноморець». 34 362 глядачі.
Суддя: Ф. Майєр (Німеччина).
Україна: Шовковський, Єзерський, Русол, Кучер, Несмачний, Гусєв (Воробей, 79), Тимощук, Михалик (Шелаєв, 70), Калиниченко (Чигринський, 81), Шевченко, Воронін.
Головний тренер: Олег Блохін.
Литва: Грібаускас, Клімавічус, Скерла, Жвіргждаускас, Пауласкас, Станкявічус, Шемберас, Савенас (Калонас, 51), Морін (Гедгаускас, 56), Данілявічус, Пошкус (Радзінявічус, 65).
Головний тренер: Альгімантас Любінскас.
Гол: Гусєв (47).
Попередження: Єзерський (18), Данілявічус (23), Савенас (40).

### Литва— Україна— 2:0 (1:0)
17 листопада 2007. Каунас. Стадіон «Даріус і Ґіренас». 3000 глядачів (розрахований на 8500). П'ять градусів морозу.
Суддя: Д. Малколм (Північна Ірландія).
Литва: Карчемарскас, Клімавічус, Жвіргждаускас, Паулаускас, Скерла, Дедура, Савенас, Станкявічус, Папецкіс (Морін, 17), Данілявічус (Велічка, 17), Янкаускас (Калонас, 90).
Тренер: Альгімантас Любінскас.
Україна: Шовковський (П'ятов, 44), Єзерський, Чигринський, Ващук, Гай, Тимощук, Шелаєв (Назаренко, 72), Ротань, Гусєв, Воронін (Мілевський, 69), Шевченко.
Тренер: Олег Блохін.
Голи: Савенас (41), Данілявічус (67).
Попередження: Клімавічус (66), Данілявічус (74), Шевченко (81).